# Andrés Rillón
Andrés Eugenio Rillón Romani (Viña del Mar, 27 de diciembre de 1929-Santiago, 5 de enero de 2017) fue un abogado, actor, director de cine y comediante chileno.

## Abogado y director del Registro Electoral
Estudió derecho en varias universidades, egresando de la Universidad de Chile. En 1963, a los 33 años de edad, obtuvo el título de abogado.
Mientras se desempeñaba en la Subsecretaría del Interior, el 12 de mayo de 1959 pasó a ocupar el cargo de jefe de la sección Archivo en la Dirección del Registro Electoral. Fue director del Registro Electoral de su país (antecesor del Servicio Electoral de Chile) desde 1965 hasta 1977, con carácter de interino entre 1965 —luego de la jubilación de Óscar Rojas Astaburuaga el 30 de septiembre de dicho año— y el 27 de agosto de 1968. Durante su gestión se implementó la reforma constitucional que otorgaba derecho a sufragio a los hombres y mujeres mayores de 18 años, sepan o no leer y escribir, y se terminó de modernizar el servicio mediante la implementación de tecnologías computacionales de la época. Le fue solicitada su renuncia en 1977, siendo reemplazado desde el 13 de junio de dicho año por Juan Ignacio García Rodríguez.
Luego del golpe de Estado del 11 de septiembre de 1973, el 11 de octubre Rillón fue designado como integrante de la Comisión Ortúzar, específicamente en la subcomisión encargada del estudio de un Sistema de Inscripciones Electorales, Ley de Elecciones y Estatuto de los Partidos Políticos.

## Carrera artística
Estudió cine en la Pontificia Universidad Católica de Chile. Se desempeñó como actor, productor cinematográfico y director de teatro. Fue asistente de dirección en el teatro Ictus, teniendo a cargo la puesta en escena de la obra ¿A qué jugamos? en 1969.
En televisión, dirigió los programas de comedia La manivela (emitido en TVN desde el 3 de julio de 1970) y Plato único (Canal 13, 1972), y también integró el elenco de Jappening con ja (1983-1984 y 2000) —donde adquirió notoriedad por su personaje «Don Pío», en el sketch «La Oficina»— y Mediomundo (1985-1987 y 1991-1992), donde formó dupla con Julio Jung. También protagonizó una serie de comerciales de Cecinas Winter entre 1987 a 1997. En cine, actuó en las películas El rey de San Gregorio (2006) y Héroes: el asilo contra la opresión (2014).
También fue crítico de televisión durante diez años (1976-1986) en El Mercurio, y columnista humorístico en la revista Qué Pasa (1972-1973) y en el vespertino La Segunda. Firmó bajo los seudónimos de «Argos», «Artos» y «Aramis».

## Vida personal y salud
Fue hijo de Julio Rillón y de Mercedes Romani Fabre, su hermano Sergio ejerció como subsecretario General de Gobierno durante la dictadura de Augusto Pinochet. El 8 de diciembre de 1957 se casó con María Elvira Reyes, con quien tuvo seis hijos.
Durante sus últimos años, sufrió problemas cardíacos. En diciembre de 2016 estuvo ingresado una semana en un hospital, y se evaluó la necesidad de una intervención quirúrgica. En una entrevista a Las Últimas Noticias, Rillón afirmó con su peculiar sentido del humor que «tienen que operarme si no se adelantan las festividades funerarias». El 5 de enero de 2017, Rillón falleció a la edad de 87 años.

## Filmografía

### Cine
| Año  | Película                            | Rol  |
| ---- | ----------------------------------- | ---- |
| 2006 | El rey de San Gregorio              | Juan |
| 2014 | Héroes: el asilo contra la opresión | Caco |

### Programas de televisión
| Año       | Programa         | Canal         | Rol                           |
| --------- | ---------------- | ------------- | ----------------------------- |
| 1970-1971 | La manivela      | TVN, Canal 13 | Varios personajes             |
| 1972      | Plato único      | Canal 13      | Varios personajes             |
| 1983-1984 | Jappening con ja | TVN           | «Don Pío», varios personajes. |
| 1985-1992 | Mediomundo       | Canal 13      | «Don Pío», varios personajes. |
| 1998      | Travesía         | Megavisión    | Panelista                     |
| 1998      | Página web       | TVN           | Varios personajes             |

## Publicaciones
- Cosas que podrían interesar a más de alguien: una autobiografía (2008).[23]

## Premios y nominaciones
Otros premios
- 2008 - Premio Nacional de Humor de Chile[24]